# Neoepicorsia claudiusalis
Neoepicorsia claudiusalis är en fjärilsart som beskrevs av Walker 1859. Neoepicorsia claudiusalis ingår i släktet Neoepicorsia och familjen Crambidae. Inga underarter finns listade i Catalogue of Life.